# اسپانسر پست
اسپانسر پست در وب سایت‌های اجتماعی مانند توییتر، ردیت و اینستاگرام با پرداخت هزینه‌ای انجام می‌شود.

## اینستاگرام
حامی پست تبلیغاتی یا اسپانسر پست در اینستاگرام به گونه‌ای از محتوا گفته می‌شود که با پرداخت هزینه به اینستاگرام و به کسانی به جز دنبال‌کننده‌های پیج تبلیغ دهنده به نمایش در می‌آید.
برای انتشار این نوع از محتوا لازم است تا حساب کاربری تبلیغ دهنده در اینستاگرام حتماً از نوع بیزینس پروفایل باشد تا دکمه آبی رنگی با برچسب «Promote» در پایین پست‌ها به نمایش در بیاید. اشخاص دارای بیزینس پروفایل می‌توانند با لمس این دکمه آبی رنگ در اینستاگرام مراحل سفارش تبلیغات را شروع کنند.
از آنجایی که معامله شرکت‌های آمریکایی با افراد حقیقی و حقوقی ایرانی ممنوع است، اینستاگرام در حالت معمول امکان درخواست انتشار محتوای تبلیغاتی اسپانسر اینستاگرام را به کاربران ایرانی نمی‌دهد.